# Bistum Périgueux
Das Bistum Périgueux (lat.: Dioecesis Petrocoricensis) ist eine in Frankreich gelegene römisch-katholische Diözese mit Sitz in Périgueux. Das Gebiet entspricht dem Département Dordogne.

## Geschichte
Das Bistum Périgueux wurde im 3. Jahrhundert errichtet und dem Erzbistum Bordeaux als Suffraganbistum unterstellt. Am 11. Juli 1317 gab das Bistum Périgueux Teile seines Territoriums zur Gründung des Bistums Sarlat ab. Das Bistum Périgueux wurde am 29. November 1801 aufgelöst und das Gebiet wurde dem Bistum Angoulême angegliedert. Das Bistum Périgueux wurde am 6. Oktober 1822 durch Papst Pius VII. mit der Apostolischen Konstitution Paternae charitatis erneut errichtet.

## Weblinks

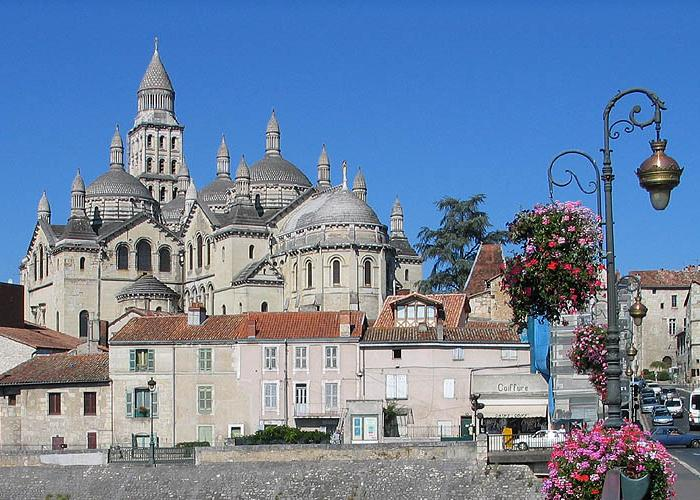
Kathedrale Saint-Front in Périgueux